# Cypripedium japonicum
Cypripedium japonicum är en orkidéart som beskrevs av Carl Peter Thunberg. Cypripedium japonicum ingår i släktet guckuskor, och familjen orkidéer. Inga underarter finns listade i Catalogue of Life.

## Bildgalleri

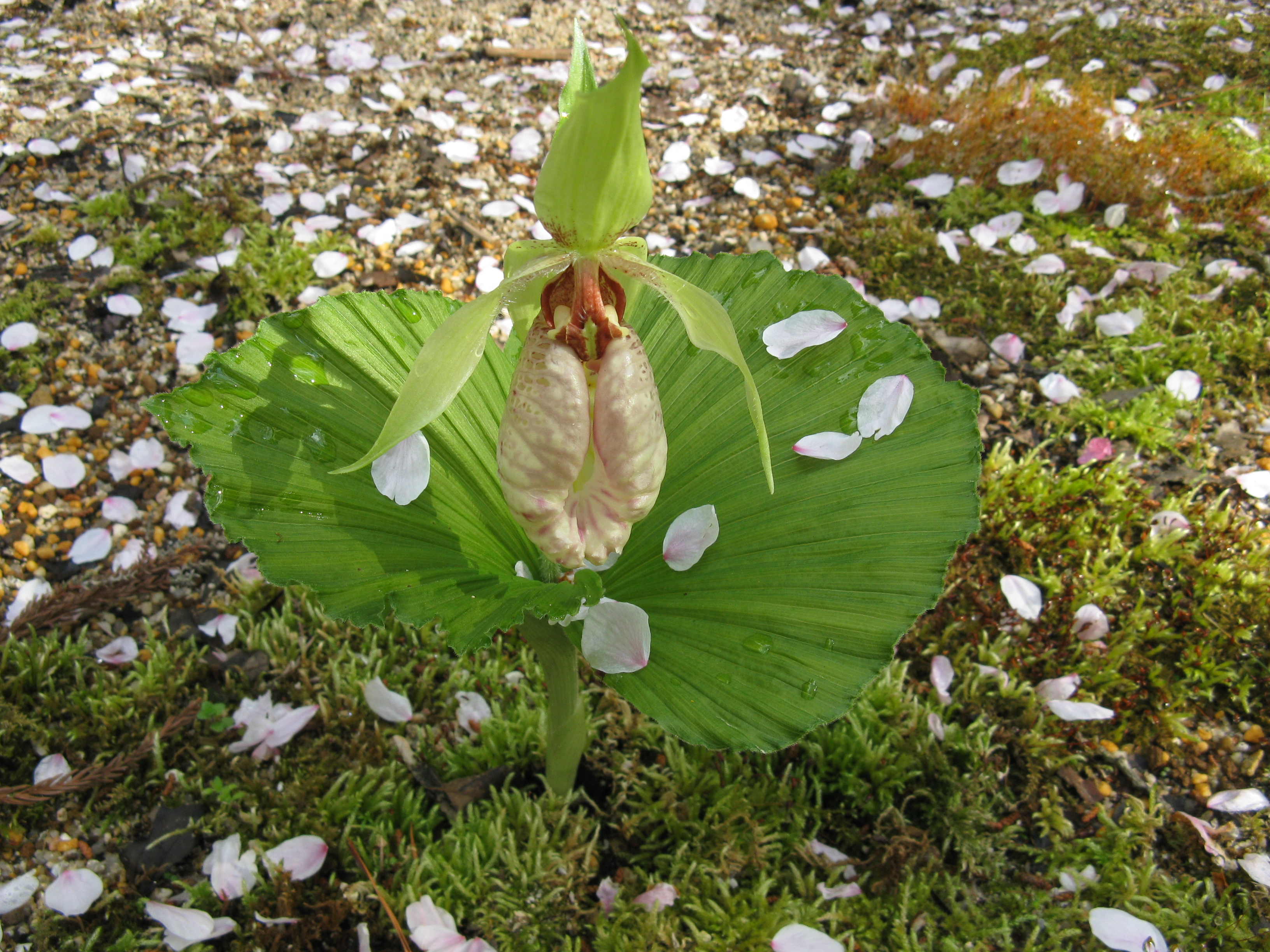
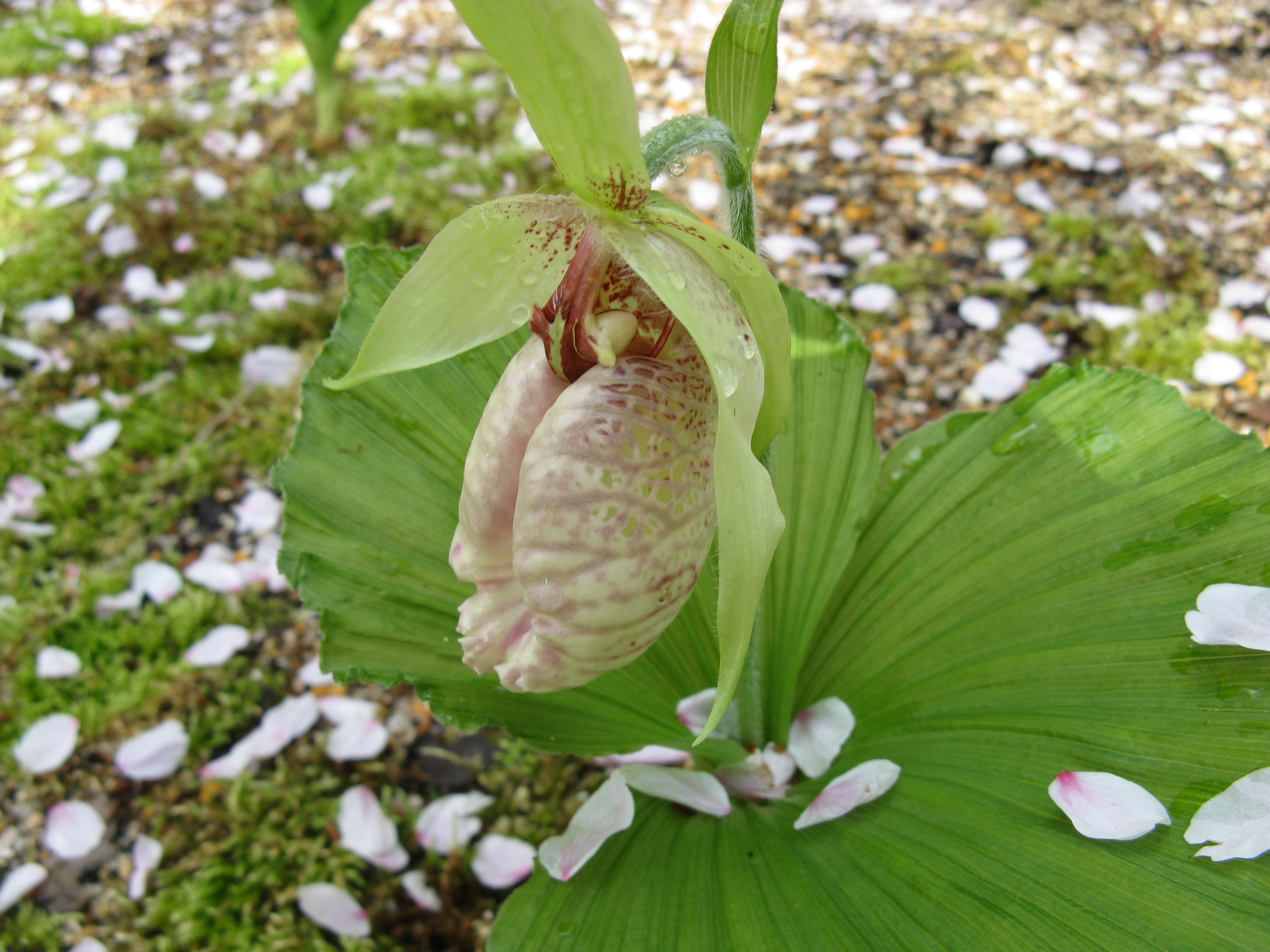
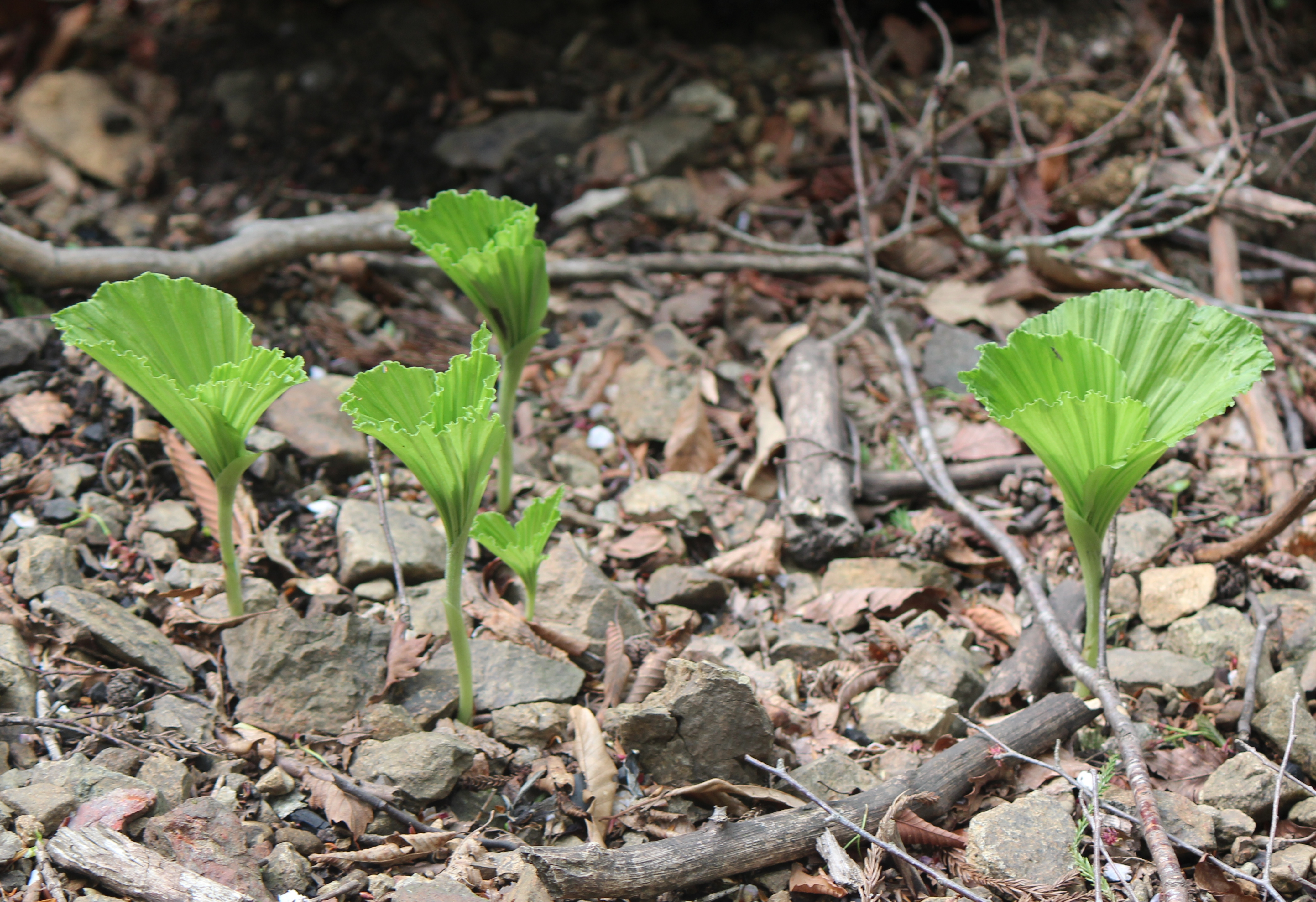